# Auguste Mingels
Pour les articles homonymes, voir Mingels.
Pas d'image ? Cliquez ici
Auguste Mingels, né le 24 mars 1921 à Liège et mort le 20 mai 1973 dans la même ville, est un pilote professionnel belge de moto-cross qui a été deux fois champion européen de motocross 500 cm3. Les Archer Jr. (en), qui a remporté le championnat d'Europe de motocross en 1956, considère Auguste Mingels comme l'un des meilleurs motocyclistes européens de son époque.

## Biographie

### Enfance
Auguste Mingels est né le 24 mars 1921.
Il est le père de Jean-Paul Mingels également pilote de moto-cross.

### Carrière motocycliste

#### carrière individuelle
Auguste Mingels a commencé la course de motos en 1947. Son physique important lui a valu le surnom de « Le Gros ». En 1952, la FIM a inauguré les Championnats d'Europe de motocross pour motos utilisant une formule de cylindrée de 500 cm3.Le championnat d'Europe est alors considéré comme le championnat du monde, car le motocross doit encore se développer en dehors de l'Europe. Auguste Mingels monte une Saroléa et finit deuxième du championnat d'Europe derrière Victor Leloup,. L'année suivante, sur une moto FN, il remporte trois courses du Grand Prix et remporte le Championnat d'Europe de motocross de 1953. Il a défendu avec succès son titre en remportant le Championnat d'Europe de moto-cross en 1954. Auguste Mingels finit à la septième place du championnat 1956.
En 1957, la FIM a élevé la course au rang de champion du monde et Mingels termine la saison à la sixième place sur une Saroléa.
Il a également remporté quatre championnats nationaux de motocross de Belgique au cours de sa carrière de motocycliste. Il était le héros de l'enfance de Joël Robert, six fois champion du monde de motocross.

#### carrière avec l'équipe de Belgique
Auguste Mingels court pour l'équipe belge lors des épreuves du Motocross des Nations de 1947, 1952 et 1953. Il est le coureur individuel le plus rapide lors de l'épreuve du Motocross des Nations de 1947, mais l'équipe belge finit à la troisième place.

### Mort
Il meurt le 20 mai 1973 à Liège en Belgique.